# Organització de Països Exportadors de Petroli
L'Organització de Països Exportadors de Petroli (OPEP) - en anglès OPEC, Organization of the Petroleum Exporting Countries) és un càrtel format per països productors de petroli amb la intenció de negociar conjuntament amb les empreses petrolieres temes referents a volums de producció, preus i drets d'explotació.

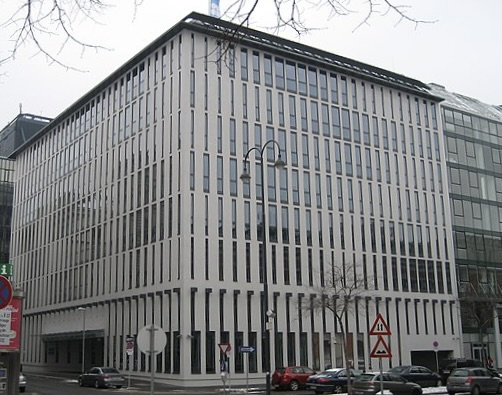
Seu central de l'OPEP a Viena (Àustria)

Fundada el 4 de setembre de 1960 a la Conferència de Bagdad, l'OPEP estava constituïda només per cinc països que signaren un acord que especificava la quantitat produïda de petroli i els preus per a l'exportació assignant quotes de producció als estats membres. L'OPEP té la seu central a Viena (Àustria).
Les decisions de l'OPEP tenen una forta influència en els preus del petroli en els mercats internacionals. Un mostra d'això és la Crisi del Petroli de (1973) en la qual els països de l'OPEP es van negar a subministrar cru als països occidentals que havien donat suport a Israel en el seu conflicte amb Egipte (Guerra del Iom Kippur). Aquesta aturada en el subministrament, causa un fort augment en els preus que durà uns cinc mesos, del 17 d'octubre de 1973 al 18 de març de 1974. Posteriorment, el 7 de gener de 1975 decidiren augmentar el preu del cru un 10%.
Al contrari que molts altres càrtels, l'OPEP ha tingut èxit en mantenir preus elevats durant períodes llargs de temps. Bona part d'aquest èxit es deu a la flexibilitat de l'Aràbia Saudita (principal país productor) que ha tolerat que altres països incomplissin el pacte reduint la seva pròpia producció per tal de compensar l'excés de producció dels països que excedien la seva quota. Tanmateix, la capacitat de l'OPEP d'augmentar preus és limitada, ja que un augment de preus comporta una disminució en el consum (per l'anomenat efecte renda) i, per tant, també dels ingressos dels països membres. Així mateix, a causa de l'efecte substitució, un augment del preu del petroli provoca un augment del consum d'energies alternatives i un augment de la investigació en energies renovables.

## Relació petroli/dòlar
Com que els preus del petroli estan denominats en dòlars estatunidencs, els canvis en el valor del dòlar respecte a la resta de divises afecten notablement les decisions de producció de l'OPEP. Una disminució del valor del dòlar, faria disminuir també els ingressos (en termes de poder adquisitiu) dels països exportadors de petroli. Amb la introducció de l'euro, l'Iraq decidí unilateralment que volia que el petroli que exportava fos pagat en euros en compte de dòlars. Posteriorment, altres països membres han expressat la seva voluntat de facturar el petroli en euros si bé encara cap més país ho ha posat en pràctica. Algunes persones, argumenten que aquesta decisió presa pel govern iraquià, i el temor que aquest fet s'estengués per la resta de països membres, fou un dels motius de la Guerra d'Iraq.

## La composició
L'OPEP està integrada per cinc països fundadors (Aràbia Saudita, l'Iraq, Iran, Kuwait i Veneçuela). Posteriorment, l'organització es va ampliar amb set membres més:
- Iraq,  Iran,  Kuwait,  Aràbia Saudita i  Veneçuela (setembre de 1960)
- Qatar (desembre de 1961)
- Líbia (desembre de 1962)

Actuals membres de l'OPEP.

- Indonèsia (de 1962 a 2008). S'hi va reincorporar el gener de 2016.
- Emirats Àrabs Units (novembre de 1967)
- Nigèria (juliol de 1971)
- Equador (entre 1973 a 1993, i novament a partir del novembre de 2007)
- Angola (gener de 2007)
- Algèria (juliol de 2007)

Antics membres:
- Gabon (de 1975 a 1995)

A principis de 2007 el govern de l'Equador va anunciar la possibilitat de tornar a l'organització, fet que es va materialitzar finalment el novembre d'aquell mateix any.
L'OPEP va viure la seva primera ampliació en 30 anys el gener de 2007 quan Angola es va convertir de forma oficial en el dotzè soci del grup, després de demanar el seu ingrés a la reunió de l'OPEP a Abuja (Nigèria) del desembre de 2006 i haver sondejat al grup en la reunió de Caracas (Veneçuela) d'aquell mateix any.
Altres països productors de petroli, encara que no són integrants de l'OPEP, com Sudan, Mèxic, Noruega, Rússia, el Kazakhstan, Oman i Egipte, participen regularment com a observadors en les reunions ordinàries del grup.

### Línia del temps
| 1960-1961                                      | 1961-1962 | 1962-1967 | 1967-1971           | 1971-1973 | 1973-1975 | 1975-1993 | 1993-1995 | 1995-2007 | 2007-2008      | 2008-2016      | 2016-avui      |
| 5                                              | 6         | 8         | 9                   | 10        | 11        | 12        | 10        | 9         | 12             | 11             | 12             |
| ---------------------------------------------- | --------- | --------- | ------------------- | --------- | --------- | --------- | --------- | --------- | -------------- | -------------- | -------------- |
| Iraq, Iran, Kuwait, Aràbia Saudita i Veneçuela |           |           |                     |           |           |           |           |           |                |                |                |
|                                                | Qatar     |           |                     |           |           |           |           |           |                |                |                |
|                                                |           | Líbia     |                     |           |           |           |           |           |                |                |                |
|                                                |           | Indonèsia | Indonèsia           | Indonèsia | Indonèsia | Indonèsia | Indonèsia | Indonèsia | Indonèsia      |                | Indonèsia      |
|                                                |           |           | Emirats Àrabs Units |           |           |           |           |           |                |                |                |
|                                                |           |           |                     | Nigèria   |           |           |           |           |                |                |                |
|                                                |           |           |                     |           | Equador   | Equador   |           |           | Equador        | Equador        | Equador        |
|                                                |           |           |                     |           |           | Gabon     | Gabon     |           | Angola Algèria | Angola Algèria | Angola Algèria |

La Junta de governadors: Està formada per alts funcionaris que designen cada país, que en l'argot de l'OPEP es denominen governadors. La junta de governadors és un organisme que porta el dia a dia dels problemes que afecten l'OPEP i preparen l'agenda que resolen els ministres.
Secretariat: El secretari general de l'OPEP és el representant legal de l'OPEP i el seu principal portaveu. Dirigeix el dia a dia del secretariat general del grup, tenint un paper molt rellevant en l'estudi de les condicions del mercat de petroli. També coordina la política de relacions públiques de l'OPEP i el seu departament legal.
Comissió d'Economia: La comissió se centra en els estudis de mercat de l'oferta i demanda. S'encarrega de vigilar la situació en els mercats, els preus del petroli i prepara els projectes de resolucions que es discuteixen a la conferència. A diferència de la junta de governadors, que té un paper més polític, la comissió d'economia, és tècnica.

## Objectius generals
L'Organització de Països Exportadors de Petroli declara tres objectius:
1. Buscar les millors vies i mitjans per assegurar l'estabilitat dels preus en els mercats internacionals, amb vista a eliminar les fluctuacions perjudicials i innecessàries.
2. Coordinar i unificar les polítiques petrolieres dels països membres i determinar els mitjans més idonis per salvaguardar els seus interessos individuals i col·lectius.
3. Proveir les nacions consumidores un subministrament de petroli eficient, econòmic i regular i un retorn just de capital per les inversions de la indústria petroliera.

Els països consumidors, per contra, tradicionalment han acusat l'Organització de Països Exportadors de Petroli de ser simplement un càrtel amb l'únic objectiu de mantenir el preu del petroli artificialment alt.

## Objectius de preus

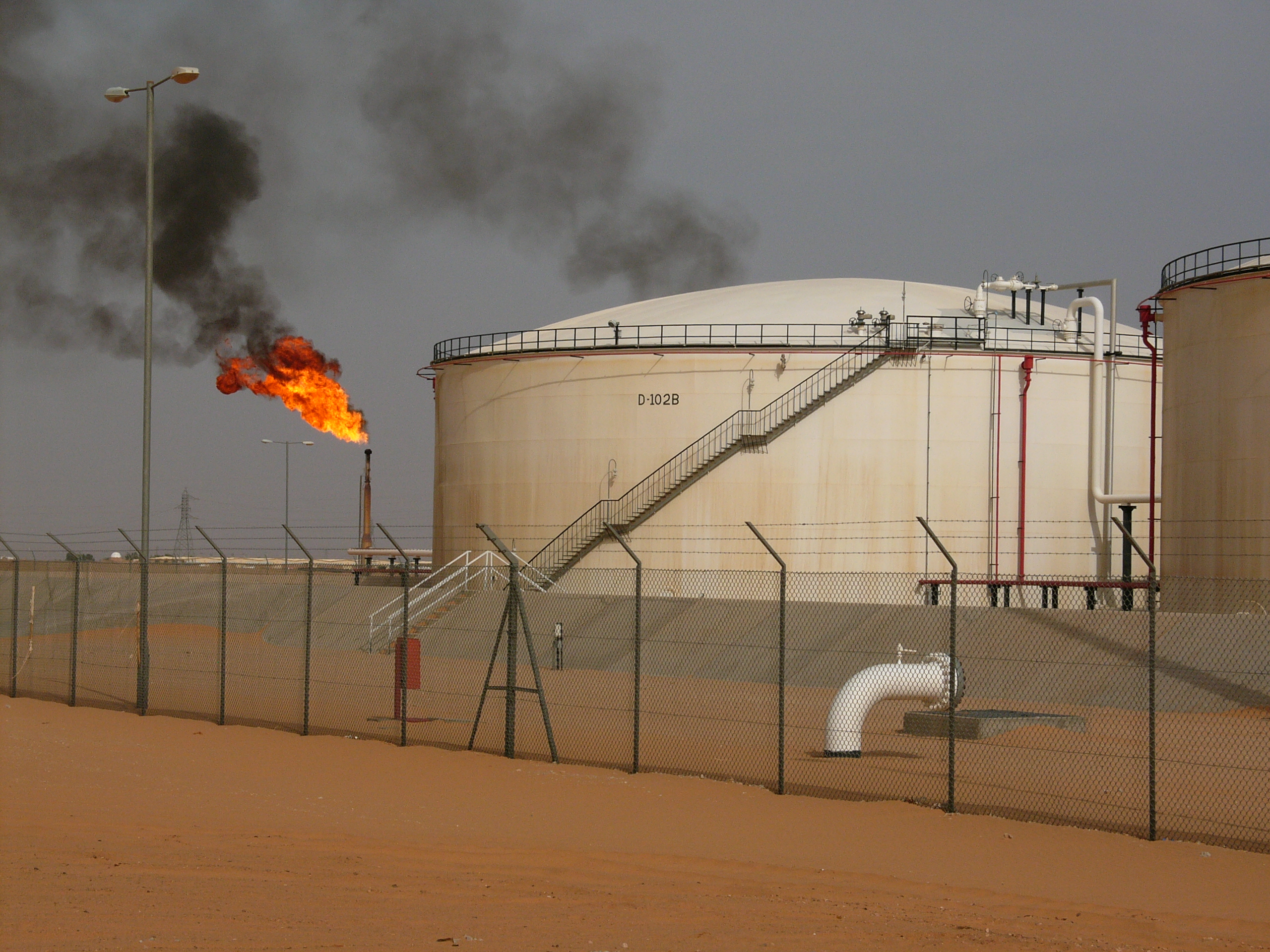
El jaciment petrolífer 'El share' a Líbia, de Repsol.

- 1960 - 1974:  Objectiu implícit per sota de 5 dòlars per barril.
- 1974 - 1979:  Objectiu implícit d'entre 5 i 12 dòlars per barril.
- 1979 - 1985:  Objectiu implícit per sobre de 30 dòlars per barril.
- 1986 - 1990:  Objectiu explícit de 18 dòlars per barril.
- 1991 - 2000:  Objectiu explícit de 21 dòlars per barril.
- 2000 - 2005:  Objectiu explícit banda de preus de 22 a 28 dòlars per barril.[2]
- 2006:  Objectiu implícit per sobre dels 60 dòlars per barril.[3]
- 2008:  Objectiu implícit per sobre dels 180 dòlars per barril.[4]
- 2009-actualment: Objectiu implícit per sobre dels 60 dòlars per barril.[5]

## Quotes de producció
L'OPEP influeix actualment sobre el preu del petroli augmentant o reduint la seva producció de petroli. Des de 1987, fixa una quota de producció per a cada un dels seus socis; la suma de totes elles és la quota de producció del grup. Aràbia Saudita és el membre del grup amb una major quota de producció, mentre que Qatar té la més petita.
En un principi, l'OPEP realitzava ajustaments esporàdics sobre les seves quotes, però en els últims anys ha seguit una política de múltiples canvis, tractant d'ajustar mil·limètricament la producció a la demanda. Per exemple, entre març de 2004 i març de 2006, l'OPEP reajustar les seves quotes de producció en deu ocasions.
| Data             | Lloc              | Decisió            | Quota      | Comentaris                                                 |
| ---------------- | ----------------- | ------------------ | ---------- | ---------------------------------------------------------- |
| Febrer de 1998   | Viena             | Fixació quota      | 27,30 mb/d | El preu del petroli Brent cau a 10 dòlars per barril       |
| Abril de 1998    | Riad / Viena      | Retall 1,355 mb/d  | 25,95 mb/d | ...                                                        |
| Juliol de 1998   | Amsterdam / Viena | Retall 1,255       | 24,69 mb/d | ...                                                        |
| Abril de 1999    | La Haia / Viena   | Retall 1,716 mb/d  | 22,97 mb/d | Primer retall des de l'arribada de Hugo Chávez al poder    |
| Març de 2000     | Viena             | Augment 1,716 mb/d | 24,69 mb/d | Es crea la banda de preus entre 22 i 28 dòlars             |
| Juliol de 2000   | Viena             | Augment 0,708 mb/d | 25,40 mb/d | El preu del petroli supera els 30 dòlars                   |
| Setembre de 2000 | Viena             | Augment 0,8 mb/d   | 26,20 mb/d | ...                                                        |
| Octubre de 2000  | Viena             | Augment 0,5 mb/d   | 26,70 mb/d | ...                                                        |
| Gener de 2001    | Viena             | Retall 1,5 mb/d    | 25,20 mb/d | ...                                                        |
| Març de 2001     | Viena             | Retall 1,0 mb/d    | 24,20 mb/d | ...                                                        |
| Setembre de 2001 | Teleconferència   | Retall 1,0 mb/d    | 23,20 mb/d | Retall després dels atemptats de l'11 de setembre de 2001  |
| Gener de 2002    | El Caire          | Retall 1,5 mb/d    | 21,70 mb/d | ...                                                        |
| Gener de 2003    | Viena             | Augment 1,3 mb/d   | 23,00 mb/d | ...                                                        |
| Febrer de 2003   | Viena             | Augment 1,5 mb/d   | 24,50 mb/d | ...                                                        |
| Juny de 2003     | Viena             | Augment 0,9 mb/d   | 25,40 mb/d | ...                                                        |
| Novembre de 2003 | Viena             | Retall 0,9 mb/d    | 24,50 mb/d | ...                                                        |
| Març de 2004     | Alger             | Retall 1,0 mb/d    | 23,50 mb/d | ...                                                        |
| Juliol de 2004   | Beirut            | Augment 2,0 mb/d   | 25,50 mb/d | ...                                                        |
| Agosto de 2004   | Pactat a Beirut   | Augment 0,5 mb/d   | 26,00 mb/d | ...                                                        |
| Setembre de 2004 | Viena             | Augment 1,0 mb/d   | 27,00 mb/d | ...                                                        |
| Dicembre de 2004 | El Caire          | Retall 1,0 mb/d    | 27,00 mb/d | La Retallada se aplica sobre la sobreproducció             |
| Gener de 2005    | Viena             | ...                | ...        | Es suspèn la banda de preus d'entre 22 i 28 dòlars         |
| Març de 2005     | Esfahan (Iran)    | Augment 0,5 mb/d   | 27,50 mb/d | ...                                                        |
| Juny de 2005     | Viena             | Augment 0,5 mb/d   | 28,00 mb/d | ...                                                        |
| Setembre de 2005 | Viena             | ...                | 28,00 mb/d | L'OPEP ofereix bombar a plena capacitat                    |
| Març de 2006     | Viena             | ...                | 28,00 mb/d | L'OPEP retira la seva oferta de bombar a plena capacitat   |
| Octubre de 2006  | Doha (Qatar)      | Retall 1,2 mb/d    | ...        | La retallada s'aplica sobre un bombament real de 27,5 mb/d |
| Dicembre de 2006 | Abuja (Nigèria)   | Retall 0,5 mb/d    | ...        | La Retallada se aplica l'1 de febrer, sobre 26,3 mb/d      |

## Història
En els primers anys, l'organització, que va iniciar la seva existència amb cinc països productors de petroli en vies de desenvolupament, tractava de reafirmar els drets dels països membres en un mercat de petroli internacional dominat pel grup de les companyies multinacionals, conegudes com les "Set Germanes". Les activitats generalment van ser discretes, ja que l'OPEP estava establint els seus objectius, creant la Secretaria, que es va traslladar de Ginebra a Viena a 1965, adoptant resolucions i negociant amb les empreses. El nombre de membres es va incrementar a deu a la dècada dels 70.
L'Organització de Països Exportadors de Petroli va adquirir rellevància internacional durant la dècada dels setanta, a mesura que els països membres prenien el control del sector petrolier i adquirien veu i vot a l'hora de fixar els preus del cru del petroli en el mercat mundial.
En aquesta dècada va haver-hi dues crisi en el preu del petroli, motivades per l'embargament del petroli àrab a 1973, i la decisió unilateral de l'OPEP de triplicar els seus preus de venda del cru, i per l'esclat de la revolució iraniana a 1979. Les dues crisi s'aguditzaran pels desequilibris bàsics del mercat. Ambdós van desembocar en un acusat increment dels preus del petroli.
La primera cimera de caps d'estat de l'OPEP es va celebrar a Alger al març de 1975. L'organització va admetre el seu onzè i darrer país membre - Nigèria - a 1971.

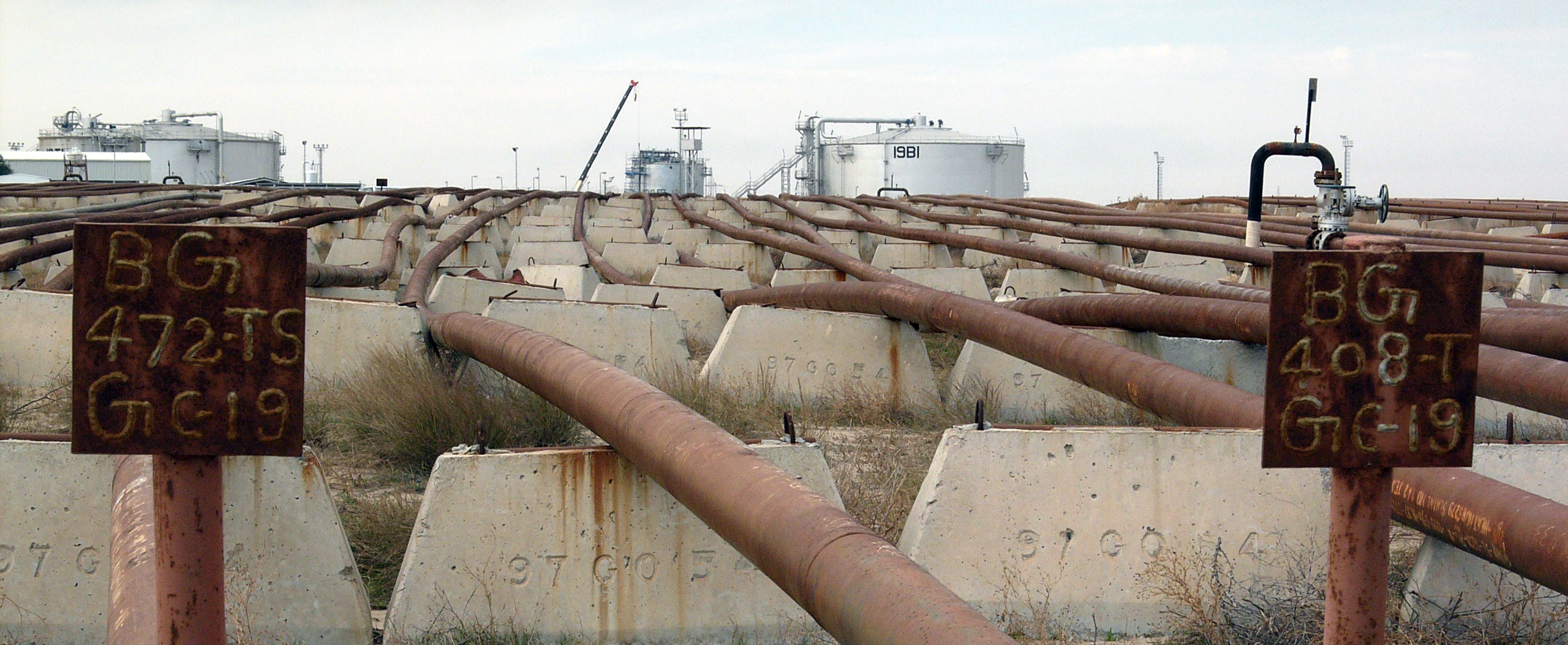
Jaciment petrolífer Burgan, a Kuwait

Els preus van arribar als màxims a principis de la dècada a causa de la revolució iraniana i l'arrencada de la guerra entre Iraq i l'Iran, en la qual ambdós bàndols van bombardejar els seus jaciments i refineries.
Els elevats preus també fomentaren l'exploració, amb la qual cosa la demanda del cru de l'OPEP va baixar.
Aràbia Saudita, que actuava com a productor "frontissa", va reaccionar retallant la seva producció per mantenir el preu alt. El paper de frontissa forçar a Riad a baixar més i més la seva extracció, que va tocar un mínim de menys de 2 mb/d el 1985. A finals d'aquest any, després de múltiples advertències, Aràbia Saudita va abandonar la posició de frontissa i elevar la seva producció, cosa que va provocar una caiguda dels preus el 1986 (produint així la tercera crisi del preu del petroli).
Cap al final de la dècada, els preus van augmentar, però sense arribar als elevats nivells de principis dels vuitanta. Els assumptes relacionats amb el medi ambient van començar a introduir-se en l'agenda internacional.
La invasió de Kuwait per part de l'Iraq de Saddam Hussein i la subsegüent resposta occidental que desembocà en la Guerra del Golf (1991), disparà el preu del petroli per sobre dels 30 dòlars per barril. La resta de membres de l'OPEP responen elevant la seva producció.
Des de llavors, els preus van romandre relativament estables fins a 1998. Per llavors, la crisi asiàtica, que va reduir substancialment la demanda, sumada a un increment de producció de l'OPEP, va provocar el col·lapse dels preus. Després de caure a 10 dòlars per barril, l'arribada d'un nou govern a Caracas va millorar les relacions entre l'Aràbia Saudita i Veneçuela.
Hugo Chávez fa ressuscitar l'Organització de països exportadors de petroli OPEP, els principals fundadors van ser justament l'Aràbia Saudita i Veneçuela el 1960. Aprofitant de les millors relacions diplomàtiques entre l'Iran i l'Aràbia Saudita i comptant amb el suport de Mèxic, Chávez arriba a convèncer els seus socis d'instaurar un mecanisme per a ajustar el preu brut del cru petroli. La disciplina que imposa a la Societat Nacional Petrolis de Veneçuela SA PDVSA serveix d'exemple i reforça l'eficiència del sistema. En 18 mesos el preu del petroli és multiplicat per tres, provocant la fúria dels automobilistes nord-americans i europeus el juliol de 2000. Aquell mateix any, al setembre, la cimera mundial de la OPEP en el seu 40 aniversari es reuneix en Caracas i felicita el Gabinet de govern de Chávez.
Aquest nou enteniment, patrocinat per Mèxic, va permetre una acció col·lectiva de l'OPEP per retallar dràsticament la producció. Els preus van tornar a 30 dòlars a principis del 2000.
Els retalls de producció que l'OPEP va acordar a partir de 1999 aconsegueixen el seu objectiu i a principis de 2000 el preu del petroli supera per primera vegada des de 1986 la barrera psicològica de 30 dòlars per barril. El grup es fixa en 2000 un objectiu de preus en forma de banda entre 22 i 28 dòlars per barril.
L'OPEP reacciona als alts preus amb augments de la seva producció, però un fort increment de la demanda, a causa de l'emergència de la Xina i l'Índia com a grans consumidors, sumat a problemes de producció (una vaga patronal a Veneçuela a partir de desembre de 2002 i la invasió de l'Iraq a març de 2003) van provocar noves pujades dels preus.
El cru va assolir pràcticament els 80 dòlars per barril a l'estiu-hivern de 2006. A mitjans de juliol de 2007 el valor se situa per sobre dels 72 dòlars per barril. Des d'octubre d'aquest any se situa per sobre dels 90 dòlars per barril.
El 2008 el Govern d'Indonèsia anuncia que es deslliga de l'Organització, fins ara era l'únic país del sud-est asiàtic, però seguirà sent membre fins a finals d'any. Deixarà oberta l'alternativa de tornar a l'OPEP si aconsegueix augmentar la seva producció.

## Consultes prèvies
Amb l'ocasió del Primer Congrés petrolier àrab, celebrat al Caire, l'abril de 1959, van fer consultes informals, Juan Pablo Pérez Alfonzo, representant de Veneçuela, amb els representants de l'Iran, República Àrab Unida, Aràbia Saudita, Kuwait, i la Lliga Àrab. Aquests consultats es van anomenar "el pacte de cavallers".
En vista de la potent utilitat de les consultes informals que es van realitzar en aquesta oportunitat, les persones esmentades, es van comprometre a portar als seus respectius governs, la idea de constituir tan aviat com fos possible una Comissió Petroliera de Consulta en el si de la qual es podien discutir problemes comuns per arribar a conclusions concurrents.
Es va estimar que la comissió consultiva havia de reunir com a mínim un cop l'any, a més de les reunions que, per sol·licitud d'un o més dels governs en qüestió, es cregués convenients celebrar a causa de les circumstàncies especials que la van motivar.
Els problemes que van ser discutits i sobre els quals es va arribar a un acord general van ser els següents:
1. Millorament de la participació dels països productors de petroli sobre una base raonable equitativa. El consens d'opinió va ser que els governs en qüestió haurien d'orientar-se cap a la fórmula 60 - 40 per posar-se en paritat i amb la tendència dels nous contractes en altres països. Es va suggerir que els impostos, preferentment el de la renda, havien de ser tractats com a elements separats de les participacions, encara que la fórmula final de participació hauria de considerar la suma total dels diversos elements que la formen.
2. Conveniència d'arribar a la integració de la indústria petroliera. Es va suggerir que aquesta integració podria assegurar mercats estables a les parts productores, per evitar la transferència de guanys d'una fase de les operacions a una altra, afectant les entrades petrolieres del govern.
3. Conveniència, d'augmentar la capacitat de refinació dels països productors d'establir una indústria petroliera per incrementar al màxim els beneficis que es derivin dels recursos petroliers i assegurar al màxim la utilització o preservació del gas natural.
4. Establiment de Companyies Nacionals de Petroli que funcionessin al costat de les Companyies Privades Existents.
5. Necessitat d'establir a cada país, organismes per coordinar des del punt de vista nacional, la conservació, producció i explotació del petroli.

## El conveni de Bagdad
Va ser en la primera conferència de l'OPEP, on es va fer la llei aprovatòria del Conveni subscrit a Bagdad, el 14 de setembre de 1960, entre els representants de l'Iraq, Iran, Kuwait, Aràbia Saudita i Veneçuela, en el qual es van adoptar previsions per unificar la política petroliera dels països membres i amb aquesta finalitat es va decidir formar un organisme permanent anomenat Organització dels Països Exportadors de Petroli.
"Per invitació de la República de l'Iraq, la Conferència dels Països Exportadors de Petroli, compost dels representants de les Repúbliques de l'Iraq, Iran, Kuwait, Aràbia Saudita i Veneçuela, que d'ara endavant s'anomenaran Membres, es van reunir a Bagdad del 10 al 14 de setembre de 1960, i havent considerat:
- Que els membres tenen en marxa molts programes necessaris de desenvolupament, finançats principalment per les entrades provinents de les seves exportacions petrolieres.
- Que els membres han de comptar en alt grau amb les entrades petrolieres per equilibrar el pressupost anual nacional.
- Que el petroli és una riquesa perible i en la mesura que es va esgotant ha de ser reemplaçat per altres riqueses.
- Que totes les nacions del món, per mantenir i millorar els seus nivells de vida, han de comptar quasi per complet amb el petroli com a font primària, de generació d'energia.
- Que qualsevol fluctuació en el preu del petroli afecta necessàriament la marxa dels "Programes dels Membres", i resulta una dislocació perjudicial, no només per les seves pròpies economies, sinó també per les de totes les nacions consumidores. Ha decidit adoptar les següents Resolucions:

La Conferència de Bagdad va aprovar dues resolucions clau:

### Resolució número 1
1. - Que els membres no podran per més temps romandre indiferents davant l'actitud adoptada fins ara per les companyies petrolieres a l'efectuar modificacions de preus;
2. - Que els membres exigiran que les companyies petrolieres mantinguin els seus preus estables i lliures de tota fluctuació innecessària; que els membres tractaran de restablir els preus actuals, per tots els mitjans al seu abast, als nivells prevalents abans de les reduccions, que es asseguraran que si sorgeix alguna nova circumstància que segons les companyies petrolieres necessités modificacions de preus, aquestes companyies han d'entrar en consultes amb el membre o membres afectats per explicar cabalment les circumstàncies;
3. - Que els membres estudiaran i formularan un sistema per assegurar l'estabilització dels preus, entre altres mitjans, per la regulació de la producció amb la deguda atenció cap als interessos de les nacions productores i de les consumidores i a la necessitat d'assegurar una entrada estable, als països productors, un abastament eficient, econòmic i regular d'aquesta font d'energia a les nacions consumidores, i un just guany pel seu capital als qui inverteixin en la indústria del petroli;
4. - Que si com a resultat de l'aplicació de qualsevol decisió unànime d'aquesta conferència s'empraran qualssevol represàlies directes o indirectament per alguna companyia interessada contra un o més països membres, cap altre membre acceptarà oferta alguna de tractament avantatjós, ja sigui en la forma d'un augment en les exportacions o d'unes millores dels preus, que se li pogués fer per una o més d'aquestes companyies amb la intenció de descoratjar a l'aplicació de la decisió unànime presa per la conferència.

### Resolució número 2
1. - Amb vista a fer efectiva les previsions de la Resolució número 1, la conferència decideix formar un organisme permanent anomenat Organització dels Països Exportadors de Petroli, per a consultes regulars entre els seus membres amb vista a coordinar i unificar les polítiques dels membres i determinar entre altres assumptes, l'actitud que els membres han d'adoptar cada vegada que sorgeixin circumstàncies, tals com les previstes en el paràgraf 2, de la Resolució 1.
2. - Els països representats en aquesta conferència seran membres fundadors de l'organització dels països exportadors de petroli.
3. - Qualsevol país amb una exportació neta substancial de petroli, pot arribar a ser membre si és acceptat unànimement pels cinc membres fundadors de l'organització.
4. - El principal objectiu de l'organització serà la unificació de les polítiques petrolieres pels països membres i la determinació dels millors mitjans de salvaguardar els interessos dels països membres individual o col·lectivament.
5. - L'organització, s'efectuaran reunions com a mínim dues vegades l'any, i si cal, més sovint, a la Capital d'un o altre dels països membres o en qualsevol altre lloc que sigui aconsellable.

a) Per a organitzar i coordinar el treball de l'organització s'establirà un secretari de l'Organització dels Països Exportadors de Petroli.
b) Un subcomité format per almenys d'un membre de cada país, que es reunirà a Bagdad no més tard de l'1 de desembre de 1960, amb l'objecte d'elaborar i sotmetre a la propera conferència un avantprojecte de reglament fa a l'estructura i funcions del secretariat, de proposar el pressupost del secretari per al primer any i d'estudiar i proposar la seu més convenient pel secretariat.

## Hugo Chávez
El president Hugo Chávez va partir de Veneçuela el dia 6 d'agost de 2000 a realitzar una gira per 10 nacions pertanyents a l'OPEP, per convidar-los a participar en la II Cimera de l'OPEP, que es va dur a terme a Caracas entre el 26 i 28 de setembre de l'any 2000.
Durant aquest viatge, es va convertir en el primer mandatari a visitar al president de l'Iraq, Saddam Hussein, des de la guerra del Golf a 1991. Estats Units i altres nacions industrialitzades van mirar de prop la creixent amistat de Chávez amb líders que ells sancionen i aïllen, com el mateix Hussein, Fidel Castro de Cuba i Muammar Gaddafi de Líbia. Així mateix, vigilen els seus esforços per mantenir el preu del petroli alt tractant de persuadir l'OPEP de respectar les quotes establertes i evitar la sobreproducció.
El president Hugo Chávez ha tingut un paper protagonista darrere de les actuals alces del petroli. Quan es va convertir en president, va canviar la tradició de Veneçuela d'ignorar i incomplir les quotes de l'OPEP i va reduir la producció de cru per enfortir els preus. A la cimera de novembre de 2007, Chávez va cridar explícitament a convertir a l'organització com a agent polític, així com substituir el Dòlar EUA com a referència per a la venda del cru, suggeriment recolzada Rafael Correa, president de l'Equador (el país reingressa a l'organització) i sobretot el líder iranià Mahmud Ahmadinejad.

## Importància
Potser la funció més important que actualment té l'Organització de Països Exportadors de Petroli sigui la protegir els països membres (i la seva població, uns aproximadament 560 milions de persones), de les empreses petrolieres que actuen de cara al seu propi benefici. L'OPEP serveix per ajudar a algun dels seus membres en cas que no pugui satisfer la quota de producció que li correspon, i regula el nivell d'explotació per a la bona administració d'un recurs que no és renovable, a més, evita una possible guerra de preus i competències.